# Toyota Arena
La Toyota Arena, initialement connue sous le nom de Ontario Community Events Center, est une salle omnisports située à Ontario en Californie. Elle est construite sur l'emplacement du virage 3 de l'ancien circuit Ontario Motor Speedway et sera l'hôte d'événements sportifs et culturels.
Dès son ouverture, ce sera la patinoire du Reign d'Ontario de l'ECHL. La Citizens Business Bank Arena comprendra 9 500 sièges fixes avec des places additionnelles afin d'élever la capacité à 11 089 places pour les concerts, 9 736 pour le hockey sur glace et 10 832 pour le basket-ball. Elle disposera de 36 suites de luxe situées sur deux niveaux, d'un hall accueillant un ensemble de boutiques et d'espaces de vente, un club VIP et d'autres commodités.

## Histoire
La construction a débuté officiellement le 7 mars 2007.
L'ouverture de l'arène est programmée pour le 18 octobre 2008. Le premier événement aura lieu le 24 octobre avec un match de pré-saison entre les Lakers de Los Angeles et le Thunder d'Oklahoma City.
Le Reign tiendra son premier match à domicile le 25 octobre contre les Wranglers de Las Vegas.

## Événements
- Fiesta de Comida, 5 novembre 2008
- Concert de Carrie Underwood, 9 novembre 2008
- Skate America 2011, du 20 au 23 octobre 2011
- 4 septembre 2011 : concert de Sade, lors de la tournée Sade Live (dvd "Bring me home - Live 2011")